# Курші

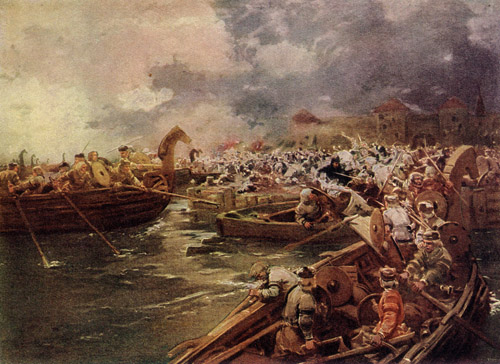
Напад куршів на Ригу 12 липня 1210, художник Вольдемарс Вімбо

Курсу в XΙΙΙ столітті.

 Курші або рідше курони (латис. kurši; лит. kuršiai; д.-рус. кърсь; нім. kurisch) — західнобалтійська народність, що жила в V—XVI століттях на південно-східному узбережжі Балтійського моря, на території Західних Латвії та Литви, а також на крайній півночі Калінінградської області (в стародавній Скаловії), і дала назву Курляндії (Курземе).

## Історія

### Війни з Данією
У IX—XII ст. курші просунулися до північної частини Курляндського півострова, яку до того заселяли ліви. Перша згадка припадає на 852 рік, де в «Житті Святого Ансгарія» йдеться про напад данів, відправлених конунгом Горіком I проти куршів. Втім останні завдали поразки нападникам. 853 року куршам було завдано поразки свейським конунгом Улофом I, що сплюндрував городища Гробиня і Апуоле. 955 року курші згадуються як небезпечні нападники на данські береги.
У XI ст. вони перетворилися на загрозу для скандинавських держав, здійснюючи піратські напади на узбережжя Данії та Швеції. Тому данський король Свейн II доручив очільнику вікінгів Гакону Іварсону захист країни від куршів. Втім останні відновили активні напади на Данію в часи панування короля Гаральд III М'якого. На деякий час загрозу від куршів зменшив король Кнуд IV Святий. Втім напади куршів на Данію та південну Скандинавію тривали. 1170 року в Блекінге данські війська завдали нищівної поразки куршам. Втім у 1203 році курші та ести здійснили один з найбільших нападів на Данію.

### Війни з хрестоносцями
У XIII—XIV ст. відбулася куронізація лівів. Курші в суспільному розвитку випереджали інших балтів, чому сприяли їхні контакти зі Скандинавією. «Повість минулих літ» згадує куршів під назвою «корсь».
У 1201 році 8 вождів куршів уклали мирний договір з ризьким єпископом Альбертом фон Буксгевденом. Втім посилення німецьких колоністів призводило до постійних конфліктів. 1210 року курші спільно з земгалами, естами та жмудинами спробували захопити Ригу, проте невдало. 1228 року курші спільно з земгалами атакували Дюнабурзький цистерціанський монастир, основний форпост хрестоносців у дельті Західної Двіни. 1229 року Орден мечоносців здійснив похід проти куршів, які зазнали поразки. В результаті 1230 князь куршів Ламмехін визнав зверхність Ризького архієпископства та дозволив проповідування християнства. 1231 року інші князі куршів визнали владу Ордену мечоносців та ризького архієпикопа. У 1234 році було засновано Курляндське єпископство, а в 1236 році туди був призначений перший єпископ — Енгельберт.
Після поразки мечоносців у битві при Сауле 1236 року курші повстали. Лише у 1240 році лівонський ландмейстер Дітріх фон Ґрюнінген завдав їм поразки й змусив знову підкоритися, навернувши у християнство. Також на землях куршів німці звели замки Голдінген і Амботен. Втім у 1242 році війська лівонського ордену знову вдерлися до Курляндії. Орден отримав право володіти 2/3 Курляндії від папи римського Інокентія IV. 1247 року курші за підтримки литовців виступили проти Лівонського ордену, але зазнали поразки. 1254 року відбувся поділ земель Курляндії між Курляндським єпископом і Лівонським орденом.
1260 року під час битви біля озера Дурбе курші перейшли на бік литовців. Після цього вони звільнили Земгалію і Південну Курлянію. Невдовзі за підтримки литовців курші захопили важливі замки Доблен и Георгенбург. Втім 1261 року лицарі відвоювали у куршів замки Сінтеліс і Газемпот.
Боротьба куршів проти лівонських лицарів тривала протягом 1260-х років. Куршські землі були остаточно завойовані Лівонським орденом в 1267, коли вожді куршів вимушені були підписати договір з ландмейстером Отто фон Лаутербергом, яким визнавали владу Лівонського ордену.
Надалі курші поступово змішалися з іншими балтійськими народами, беручи участь в етногенезі латишів та литовців. Одними з прямих нащадків куршів є зникома етногрупа Куршської коси — курсенієки, а також Куршські королі Курляндії.

## «Держави» і поселення
В часи вікінгів існування 5 вождівств, в період Північних хрестових походів — 8. Найбільш значущими були Ванема з портом Вінда, Вентава (на південь від Ваннемааа), Бандове (середня течія річки Вента) з центром в Кулдізі (німецькою Голдінген), Піємаре з центром в Гробіня, Цекліс з центром Апуоле, Пілсатс з портом Мемель. Інші вождівства — Мегава, Дувзаре, Скрунда.
Значними центрами були городища Паберзналіс, Сабіле, Талса, Маткуле. Найбільшими були Гробиня і Апуоле, а Маткуле — культовим центром. Вони були оточені ровами, валами і стінами з дерев'яних зрубів.

## Етнонім
На географічній карті можна знайти такі нагадування про куршів, як Куршська коса та Куршська затока (в Литві та Калінінградській області), селище Курші в Талсінському краю, селища Курші та Курсіші в Салдуському краю (в Латвії), місто Куршєнай (Куршени) поряд Шяуляй, села Куршяй (Курші) у Кельмському та Варєнському районах (у Литві).